# Qianlingula jiafu
Qianlingula jiafu är en spindelart som beskrevs av Zhang, Zhu och Song 2004. Qianlingula jiafu ingår i släktet Qianlingula och familjen vårdnätsspindlar. Inga underarter finns listade i Catalogue of Life.